# Costus laevis
Costus laevis är en enhjärtbladig växtart som beskrevs av Hipólito Ruiz López och Pav.. Costus laevis ingår i släktet Costus och familjen Costaceae. Inga underarter finns listade.

## Bildgalleri

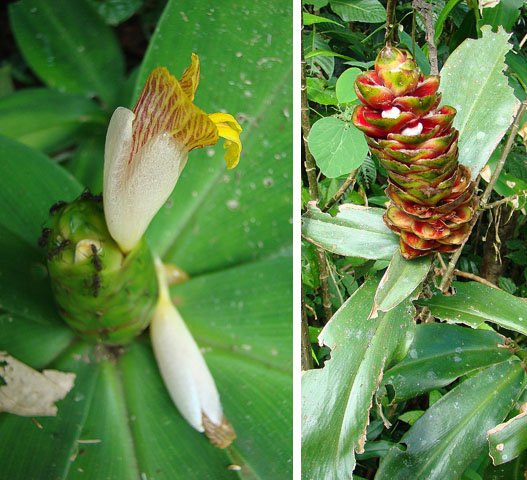
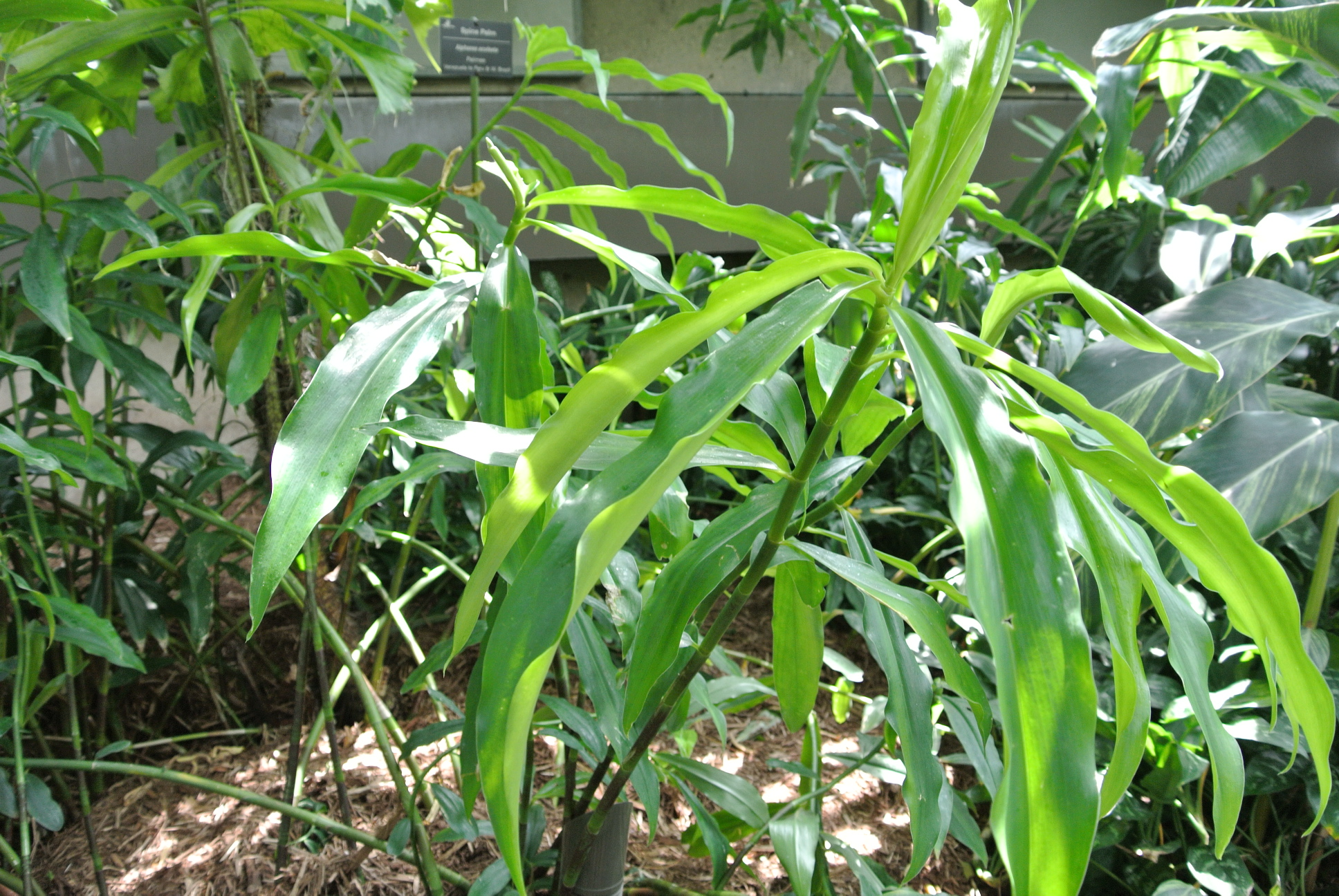